# Cheilolejeunea trapezia
Cheilolejeunea trapezia là một loài Rêu trong họ Lejeuneaceae. Loài này được (Nees) Mizut. mô tả khoa học đầu tiên năm 1961.